# Golf de Riga
El Golf de Riga es troba a la mar Bàltica i és compartit entre Letònia i Estònia.

## Relleu

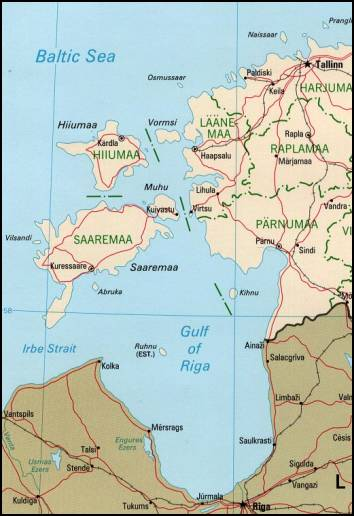
Mapa del Golf de Riga

- Penetra 174 km en el litoral i té una superfície de 18.100 km².
- Té 145 km de llarg de nord a sud i assoleix una amplada de 72–130 km d'est a oest.
- Té poca fondària (62 m) i les seues ribes són planes i sorrenques.
- És separat de la mar oberta per l'illa de Saaremaa.[2]
- La seua principal sortida és l'Estret d'Irbe.[3]
- L'illa de Ruhnu, al centre del golf, pertany a Estònia.

## Hidrografia

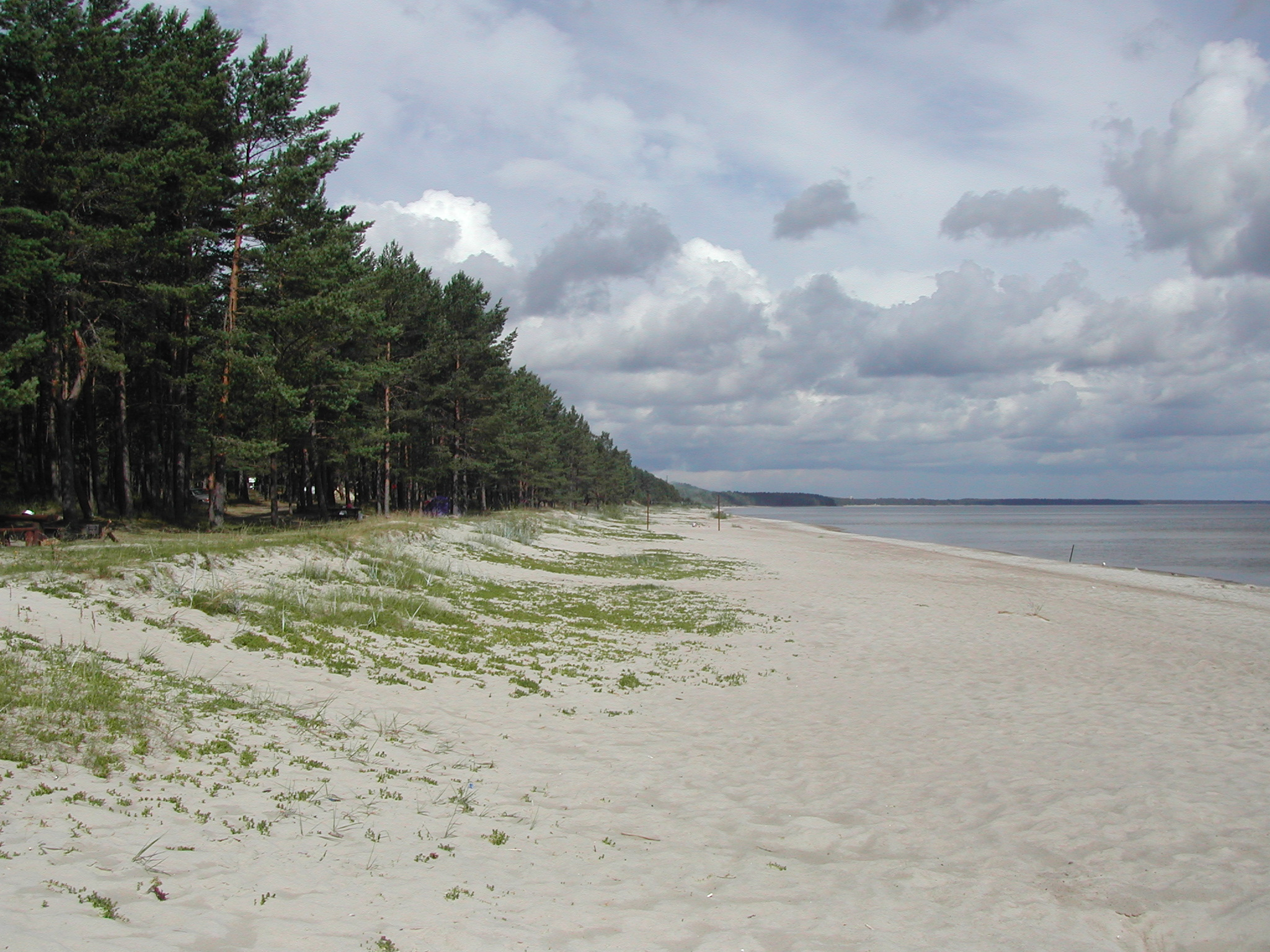
Platja del Golf de Riga entre Jūrmala i Engure.

Hi desguassen els rius Dvina Occidental (Duagava), Lielupe i Gauja.

## Clima
Es glaça del desembre a l'abril.

## Ports
El port principal és Riga.